# Bell Challenge 2004
Il Bell Challenge 2004 è stato un torneo di tennis giocato sul cemento indoor. È stata la 12ª edizione del Bell Challenge, che fa parte della categoria Tier III nell'ambito del WTA Tour 2004. Si è giocato al PEPS sport complex di Québec in Canada, dal 1° al 7 novembre 2004.

## Campionesse

### Singolare
Martina Suchá ha battuto in finale  Abigail Spears con il punteggio di 7–5, 3–6, 6–2

### Doppio
Carly Gullickson  /  María Emilia Salerni hanno battuto in finale  Els Callens /  Samantha Stosur con il punteggio di 7–5, 7–5